# Bernardino Scotti
Bernardino Scotti (Milano, 6 ottobre 1656 – Roma, 16 novembre 1726) è stato un cardinale italiano della Chiesa cattolica, nominato da papa Clemente XI.

## Biografia
Bernardino Scotti nacque a Milano il 6 ottobre 1656, figlio secondogenito della nobile famiglia dei conti Scotti, Ludovico Vincenzo Scotti, conte di Colturano, e di sua moglie Teodora Cusani Borromeo. Ancora giovane intraprese gli studi di giurisprudenza, entrando a far parte del collegio degli avvocati di Milano nel 1680.
Con l'intento di destinarlo alla carriera ecclesiastica, la famiglia gli provvide il possedimento dell'abbazia di San Giovanni al deserto e di quella di San Gottardo di Modoezia, sino al suo inevitabile trasferimento a Roma, ove divenne avvocato concistoriale in carica per le cause dei santi.
Divenuto uditore del cardinale Pietro Ottoboni durante il pontificato di papa Alessandro VIII, divenne relatore del Sacro Collegio della Sacra Consulta e quindi prefetto delle Acque, con il compito di controllare anche la gestione degli acquedotti e delle fontane romane. Referendario del Tribunale della Segnatura Apostolica, rinunciò per questo al posto di avvocato concistoriale il 18 novembre 1689.
Nominato quindi uditore della Sacra Rota nel 1694, divenne consultore della Sacra Congregazione dei Riti e dell'Immunità Religiosa, approdando quindi come datario del cardinale Francesco Barberini già dal 1702, passando con lo stesso ruolo al cardinale Giuseppe Renato Imperiali nel 1711. Divenuto governatore di Roma e vicecamerlengo di Santa Romana Chiesa dal 19 dicembre 1711 mantenne la carica anche di pro-governatore sino al 23 giugno 1717.
La sua posizione ormai eminente lo fece presto pervenire al cardinalato al quale venne riservato in pectore il 29 maggio 1715, venendo reso pubblico nel concistoro del 16 dicembre 1715, ricevendo nel contempo una dispensa per non aver ancora ricevuto gli ordini minori al momento della sua nomina cardinalizia.
Il 5 febbraio 1716 ricevette il titolo di San Pietro in Montorio, divenendo pro-prefetto del Tribunale della Segnatura di Giustizia a partire dal 21 giugno 1717.
Nella sua carriera ecclesiastica, ricevette il suddiaconato il 24 ottobre 1717 ed il diaconato il 28 ottobre dello stesso anno. Ordinato sacerdote il 31 ottobre 1717 prese i voti e divenne prefetto del Tribunale della Segnatura Apostolica dal 26 novembre 1718, partecipando al conclave del 1721 che elesse a pontefice Innocenzo XIII.
Nominato camerlengo del Sacro Collegio dei Cardinali dal 20 gennaio 1723, rimase in carica sino al 12 gennaio 1724, partecipando in quello stesso anno al conclave che elesse papa Benedetto XIII.
Compiuto quindi un viaggio verso il santuario di Loreto, si ammalò e morì a Roma il 16 novembre 1726 nel suo palazzo presso la chiesa di San Tommaso degli Angeli. La sua salma venne quindi sepolta nella chiesa dei Santi Carlo ed Ambrogio (detta "dei Lombardi") a Roma ove il 18 novembre di quello stesso anno si svolsero le solenni esequie.